# Dromogaster incompta
Dromogaster incompta is een vliegensoort uit de familie van de drekvliegen (Scathophagidae). De wetenschappelijke naam van de soort is voor het eerst geldig gepubliceerd in 1995 door Vockeroth.